# Audan Qobda
Der Audan Qobda (kasachisch Қобда ауданы Qobda audany, russisch Хобдинский район Chobdinski rajon) ist ein Bezirk im Gebiet Aqtöbe in Kasachstan.

## Geografie
Der Audan Qobda liegt im Westen Kasachstans im Gebiet Aqtöbe. Im Norden grenzt er an die russische Oblast Orenburg, im Osten an die beiden Audandar Märtök und Algha und im Süden an die Audandar Temir und Oiyl. Im Westen grenzen die Audandar Qaratöbe und Schyngghyrlau im Gebiet Westkasachstan an den Bezirk an.

## Bevölkerung
Bei der Volkszählung 1999 hatte der Audan Qobda 27.636 Einwohner. Die Volkszählung 2009 ergab für den Bezirk eine Einwohnerzahl von 19.591. Bei der letzten Volkszählung 2021 lebten 16.006 Menschen im Audan Qobda. Die Fortschreibung der Bevölkerungszahl ergab zum 1. Januar 2025 eine Einwohnerzahl von 15.712.
| Einwohnerentwicklung               | Einwohnerentwicklung | Einwohnerentwicklung | Einwohnerentwicklung | Einwohnerentwicklung | Einwohnerentwicklung | Einwohnerentwicklung | Einwohnerentwicklung |
| 1939                               | 1959                 | 1970                 | 1979                 | 1989                 | 1999                 | 2009                 | 2021                 |
| ---------------------------------- | -------------------- | -------------------- | -------------------- | -------------------- | -------------------- | -------------------- | -------------------- |
| 25.113                             | 25.804               | 35.258               | 21.052               | 36.865               | 27.636               | 19.591               | 16.006               |
| Anmerkung: Volkszählungsergebnisse |                      |                      |                      |                      |                      |                      |                      |

## Verwaltungsgliederung
Der Audan Qobda ist in 16 ländliche Bezirke (kasachisch Ауылдық округ Auyldyq okrug; russisch Сельский округ Selski okrug) gegliedert (Stand: 2021).
| Ländlicher Bezirk    | Einwohner | Einwohner | Orte                                    |
| Ländlicher Bezirk    | 2009      | 2021      | Orte                                    |
| -------------------- | --------- | --------- | --------------------------------------- |
| Akrab                | 901       | 607       | Akrab                                   |
| Begaly               | 1303      | 1000      | Besqudyq                                |
| Bestau               | 695       | 483       | Bestau                                  |
| Bulaq                | 1162      | 1163      | Älija, Bulaq                            |
| Imanghali Biltabanow | 1010      | 768       | Baitaq, Imanghali Biltabanow, Qossötkel |
| Islamghali Qurmanow  | 649       | 625       | Begaly, Jegindibulaq                    |
| Ötek                 | 799       | 419       | Ötek, Scharsai                          |
| Qobda                | 5578      | 6093      | Qobda, Qursai                           |
| Qysylschar           | 882       | 490       | Qarakemer, Qysylschar                   |
| Sarybulaq            | 764       | 502       | Sarybulaq                               |
| Scharsai             | 982       | 589       | Aqsai, Qaraghandy, Scharsai             |
| Scharyq              | 852       | 469       | Ortaq, Qanai, Schamanköl, Scharyq       |
| Schirenqopa          | 834       | 577       | Schirenqopa                             |
| Söghali              | 972       | 369       | Qoghaly, Kök Üi, Söghali                |
| Taldyssai            | 918       | 903       | Taldyssai                               |
| Terissaqqan          | 1290      | 949       | Schangatalap, Terissaqqan               |